# Balamuthia mandrillaris
Ballamuthia mandrillaris es una ameba de vida libre que se sabe que causa la enfermedad neurológica rara pero mortal conocida como encefalitis granulomatosa amebiana (GAE). B. mandrillaris es una ameba que habita en el suelo y fue descubierta por primera vez en 1986 en el cerebro de un mandril que murió en el Parque de Animales Salvajes de San Diego.
B. mandrillaris puede infectar el cuerpo a través de heridas abiertas o por inhalación. Balamuthia ha sido aislado en la naturaleza. Se cree que se distribuye por todas las regiones templadas del mundo. Esto está algo respaldado por la detección de anticuerpos contra el protista en individuos sanos.
El nombre genérico Balamuthia fue dado por Govinda Visvesvara (n. 28 de septiembre de 1931), en honor a su difunto mentor, el parasitólogo William Balamuth (1914-1981), por sus contribuciones al estudio de las amebas. Fue en 1993 cuando Visvesvara aisló y estudió el patógeno por primera vez.

## Morfología
Balamuthia mandrillaris es una ameba heterótrofa de vida libre, que consta de un complemento estándar de orgánulos rodeados por una de tres capas de la pared celular , y con un anormalmente grande, vesicular núcleo . En promedio, un Balamuthia trofozoito es de aproximadamente 10 - 16 micrómetros de diámetro. Los quistes caen aproximadamente en este rango también (6-30 μg). 

## Ciclo de vida
El ciclo de Balamuthia consiste en una etapa quística y luego pasa trofozoíto, de los cuales ambos son infecciosos, y ambos se pueden identificar como inclusiones en el tejido cerebral en el examen microscópico de biopsias cerebrales realizadas en los individuos infectados.

## Patología
Balamuthia mandrillaris puede entrar al cuerpo a través de las vías respiratorias inferiores, o a través de heridas abiertas. Las amebas pueden formar una lesión de la piel o migrar al cerebro. Una vez en el cerebro, Balamuthia provoca una enfermedad conocida como encefalitis granulomatosa amebiana (GAE), que suele ser mortal. Los síntomas de la infección por Balamuthia no son claros, ya que hasta el momento, se han descritos unos pocos casos definitivos de infección por Balamuthia. La GAE es inducida por la ameba, y puede causar parálisis de coordinación, convulsiones y síntomas como parálisis facial, dificultad para tragar y visión doble.
Balamuthia también es conocido por causar una variedad de síntomas no neurológicos, y con frecuencia produce lesiones en la piel, a través de la cual la ameba puede entrar en el torrente sanguíneo y migrar hacia el cerebro. Muchos pacientes que sufren este síndrome en particular informan de una lesión en la piel (a veces similares a las causadas por Staphylococcus aureus u otras bacterias), que no responden bien al tratamiento dermatológico. La lesión suele ser localizada, y sanar muy lentamente, o no se cura por completo. En algunas presentaciones, la lesión se puede confundir con ciertas formas de cáncer de piel . Balamuthia también puede conducir a lesiones en la cara como queratitis amebiana , y por lo general se presenta como una inflamación de la cara.
La encenfalitis por Balamuthia es una enfermedad sumamente mortal, y a partir de 2008, sólo siete recuperaciones se había informado, todos con daño cerebral duradero.[cita requerida]

### Prevalencia
La infección con Balamuthia es extremadamente rara, y la ameba no se considera motivo de preocupación para la salud pública, a pesar de su amplia gama geográfica, ya que sólo individuos inmunodeprimidos tienen un riesgo significativo de contraer meningoencefalitis por Balamuthia.
El primer caso de infección de transmisión de un trasplante alogénico se informó en diciembre de 2009, cuando dos receptores de trasplante renal se infectaron después de cada uno recibió un riñón del mismo donante infectado.[cita requerida]Puede tratarse con Nitroxolina, un fármaco que está en el Vademécum español.

### Tratamiento
La infección por Balamuthia sólo se ha tratado con éxito en dos casos. Ambos fueron tratados con un cóctel de antibióticos y antiparasitarios, aunque no está claro si cualquiera o todos de estos medicamentos desempeñaron un papel en el tratamiento. Ambas víctimas sufrieron daños neurológicos permanentes como consecuencia de su infección.[cita requerida]

### Muertes relacionadas conBalamuthia mandrillaris
Matt Moore, un bombero de Murrieta, California, cayó enfermo en noviembre de 2007. Cuando le hicieron una biopsia en enero de 2008, se encontraron con que su cerebro había sido invadido por Balamuthia mandrillaris. Murió el 10 de marzo de 2008. De acuerdo con el informe del Proyecto de California Encefalitis publicado en el 18 de julio de 2008 Morbidity and Mortality Weekly , un total de 10 casos de encefalitis se sabe que han sido causados por la ameba entre 1997 y 2007.[cita requerida]
Un niño al estar jugando con tierra cerca de un lago adquirió “ Balamuthia Mandrillaris” después de muchos exámenes una punción lumbar permitió detectar la infección en su cerebro, a pesar de toda la atención médica y el diagnóstico murió víctima de este parásito.

### Infección por trasplante de órganos
Según un informe MMWR publicado en septiembre de 2010, dos casos confirmados de transmisión de Balamuthia ocurrieron a través de trasplantes de órganos en diciembre de 2009 en Misisipi. Dos receptores de trasplante de riñón, una mujer de 31 años y un hombre de 27 años, sufrieron de encefalitis postrasplante debido a Balamuthia. La mujer murió en febrero de 2010 y el hombre sobrevivió con una parálisis parcial del brazo derecho. El CDC fue notificado por un médico el 14 de diciembre de 2009 acerca de la posible transmisión por trasplante de órganos en estos dos pacientes. Las pruebas histopatológicas de los tejidos de los donantes y de los receptores confirmaron la transmisión. Otros dos pacientes que recibieron trasplante de corazón y de hígado del mismo donante pero en diferentes hospitales, fueron colocados en terapia preventiva y no fueron afectados.[cita requerida]
Un segundo grupo de casos de Balamuthia postrasplante en Arizona se reportó en el mismo informe semanal. Hubo cuatro receptores: dos de Arizona (hígado, riñón y páncreas), uno de California (riñones) y otro de Utah (corazón). Los receptores de Arizona, dos hombres de 56 y 24 años, sucumbieron ambos a la encefalitis en un lapso de 40 días a partir del trasplante. Los otros dos fueron puestos en tratamiento preventivo (luego de reportarse la muerte de los primeros dos) y no fueron afectados.[cita requerida]

## Cultivo e identificación
Balamuthia es más fácil de identificar en una biopsia cerebral en un individuo que padece meningoencefalitis por Balamuthia. La ameba no pueden ser cultivadas en una placa de agar recubierto con bacterias gram-negativas porque a diferencia de la mayoría de las amebas, Balamuthia mandrillaris no se alimenta de bacterias. En su lugar debe ser cultivado en células hepáticas o células cerebrales humanas microvasculares endoteliales células o HBMECs, las células que constituyen la barrera sangre-cerebro.[cita requerida]